# Micuo Kamata
Micuo Kamata (japonsko 鎌田 光夫), japonski nogometaš in trener, * 16. december 1937, Ibaraki, Japonska.
Za japonsko reprezentanco je odigral 44 uradnih tekem.